# Tribeca

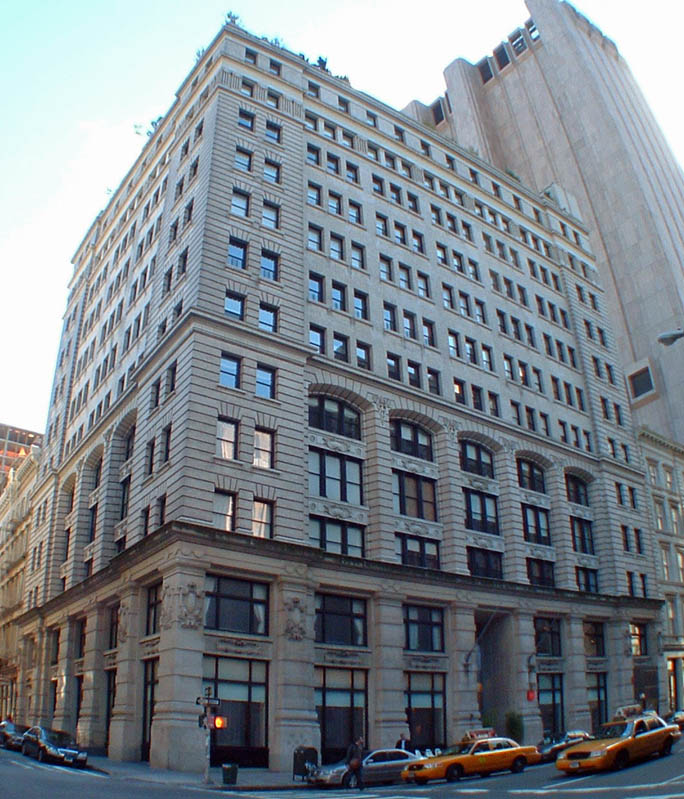
Textile Building (1901) en el distrito histórico de Tribeca.

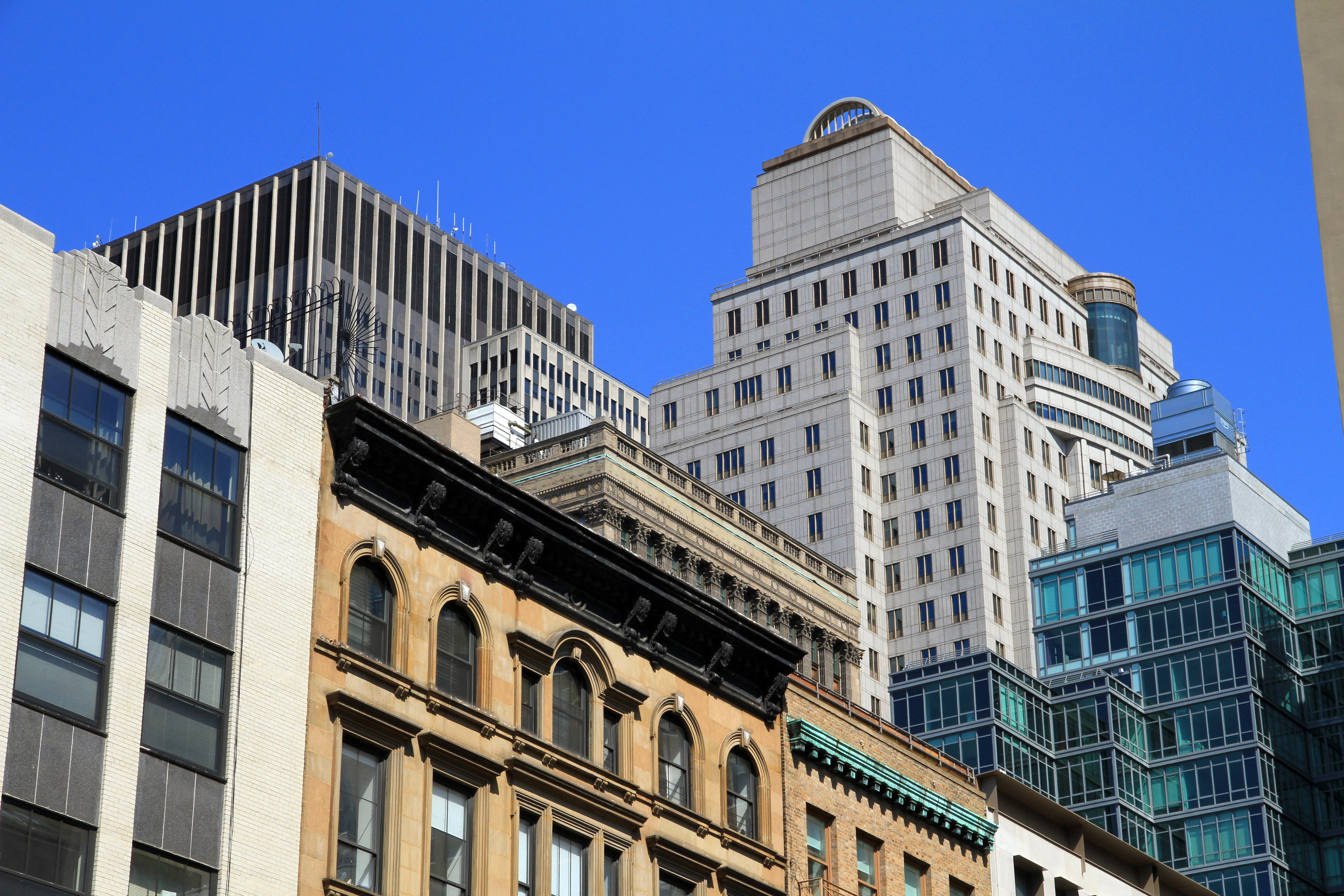
Church y Chambers Street.

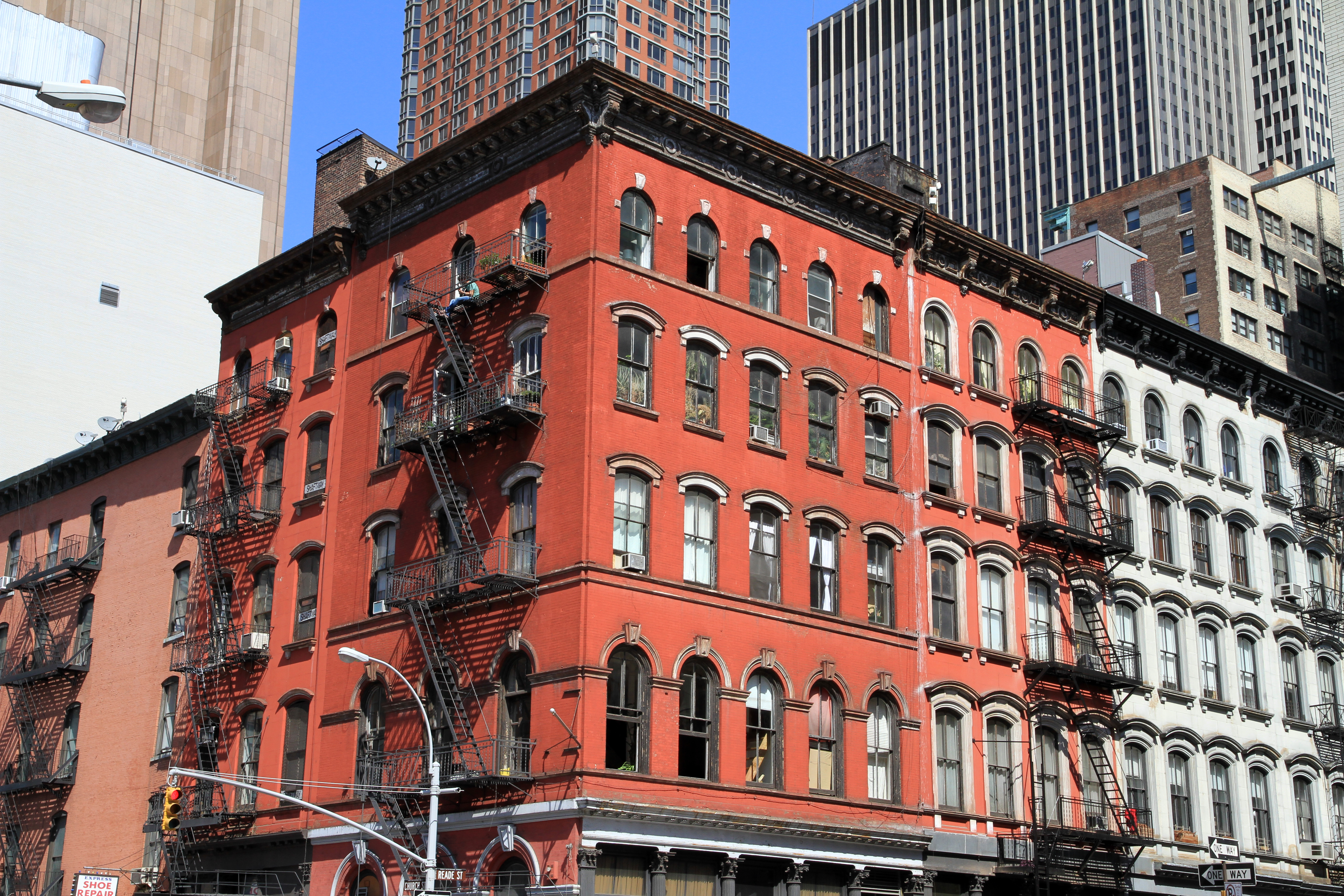
Church y Reade Street.

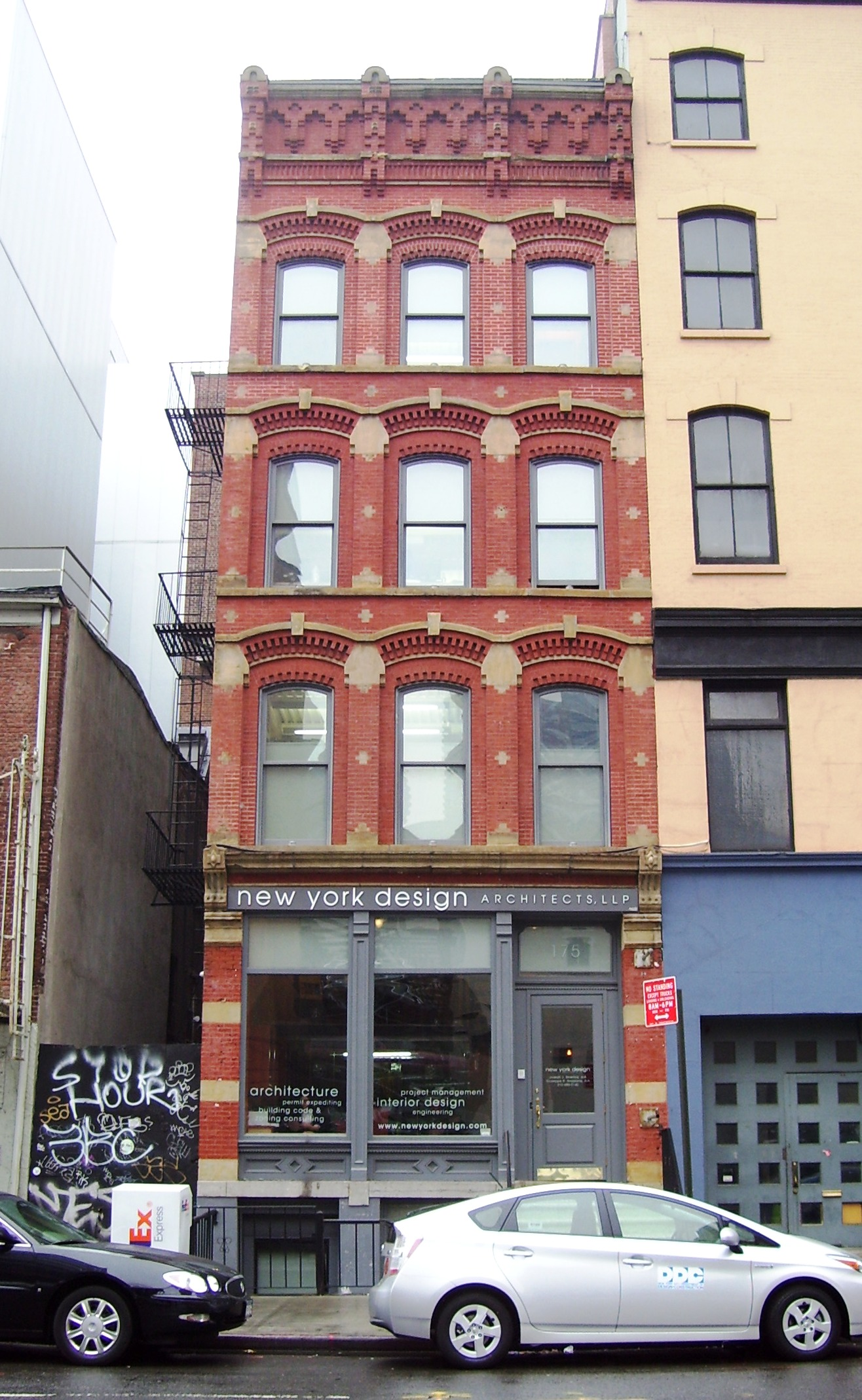
Edificio 175 West Broadway.

Tribeca pronunciación en inglés: /tɹaɪˈbɛkə/, anteriormente escrito como TriBeCa, es un barrio en el Lower Manhattan, Nueva York. El nombre viene de la contracción de las palabras en inglés «Triangle Below Canal Street» (literalmente, «Triángulo bajo la calle Canal»). El triángulo, que más bien tiene forma trapezoidal, linda con Canal Street hasta Park Place, y desde el oriente del río Hudson hasta Broadway.
Nueva York cuenta con otros barrios cuyos nombres han sido formados a partir de otras palabras o son acrónimos, como el SoHo, NoHo, Nolita, NoMad, Dumbo y BoCoCa, este último conformado por varios barrios.
Tribeca era un distrito industrial, dominado por estructuras de almacenes de materiales, que durante la última década ha pasado por una mayor revitalización. Muchos almacenes y desvanes se han convertido en apartamentos y en nuevos negocios que han hecho emerger este vecindario como una comunidad más que un barrio industrial.
Tribeca es ahora un barrio de moda con cada vez más habitantes. Muchas de las calles están llenas de tiendas, galerías de arte, bares y restaurantes. En Tribeca se celebra el Festival de Cine de TriBeCa. El vecindario también ha sido una localización para la filmación de películas, incluyendo el éxito de taquilla de 1984 Los cazafantasmas, que fue grabada en una estación de bomberos de Tribeca.

## Residentes famosos
Muchas celebridades viven en Tribeca, incluyendo Mariah Carey, Erin Fetherston, Gabe Saporta, Amy Poehler de Saturday Night Live, Edward Albee, Olivia Palermo, Heather Graham, Taylor Swift  y Robert De Niro (quien ha tenido un rol protagonista en el resurgimiento del distrito, pues entre otras cosas fundó el festival anual de cine de Tribeca en el año 2002). David Letterman también tiene una residencia allí, como la tuvo John F. Kennedy Junior.
- Edward Albee
- Kelly Cutrone
- Ian Bailey
- KiD CuDi
- Edward Burns
- Mariah Carey
- Mike D *darth vader
- Robert De Niro
- Leonardo DiCaprio
- The Edge[2]
- James Gandolfini
- Sarah Michelle Gellar[3]
- Heather Graham
- Hanson
- Mariska Hargitay
- Josh Hartnett
- Peter Hermann
- Paz de la Huerta
- Michael Imperioli
- Jay-Z
- Richard Jefferson
- Derek Jeter
- Scarlett Johansson
- Harvey Keitel
- Carolyn Bessette Kennedy (1966-1999)
- John F. Kennedy Jr. (1960-1999)
- Daniel Kessler
- Beyonce Knowles
- Karolina Kurkova
- David Letterman[4]
- Chris Martin
- Danny Masterson
- Debra Messing
- Taylor Momsen
- La Monte Young
- Sean Murray
- Petra Nemcova
- Olivia Palermo
- Gwyneth Paltrow
- Mike Piazza
- Amy Poehler
- Zac Posen (estudio de moda)
- Kelly Ripa
- Nouriel Roubini
- David Russell
- Juan Samuel
- Curren$y
- Jake Shears
- M. Night Shyamalan[5]
- Jon Stewart[6]
- Michael Stipe
- Meryl Streep
- Uma Thurman
- Justin Timberlake
- Christy Turlington
- Mo Vaughn
- Charlie Walk
- Lauren Weisberger
- Kate Winslet
- Dominique Strauss-Kahn (bajo arresto domiciliario)
- Jeisa Chiminazzo
- Taylor Swift
- Dave Gahan